# Villa Gohliser Straße 8 (Radebeul)
Die Villa Gohliser Straße 8 liegt im Stadtteil Serkowitz der sächsischen Stadt Radebeul. Das denkmalgeschützte Gebäude wird im Dehio-Handbuch beispielhaft aufgeführt.

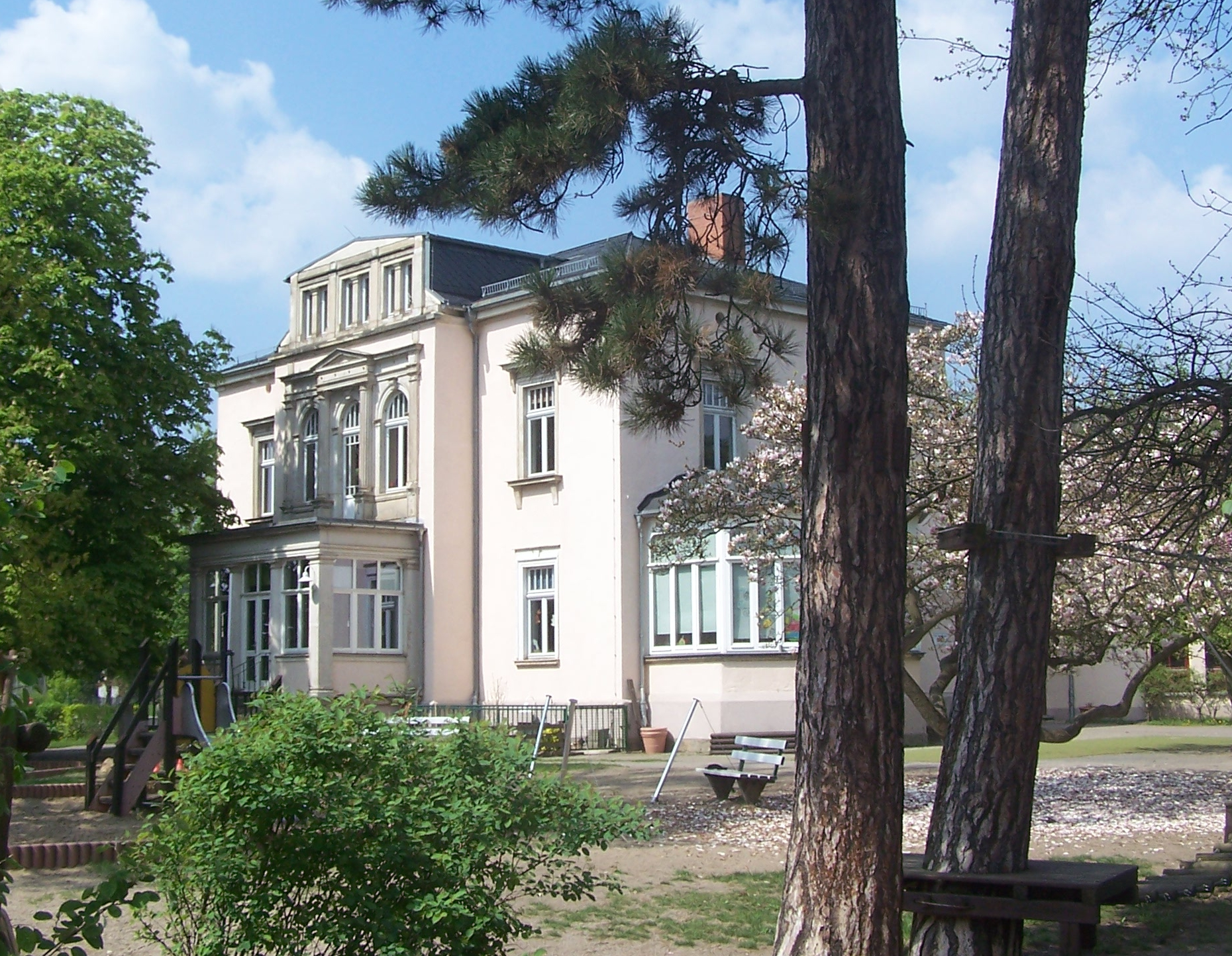
Villa Gohliser Straße 8

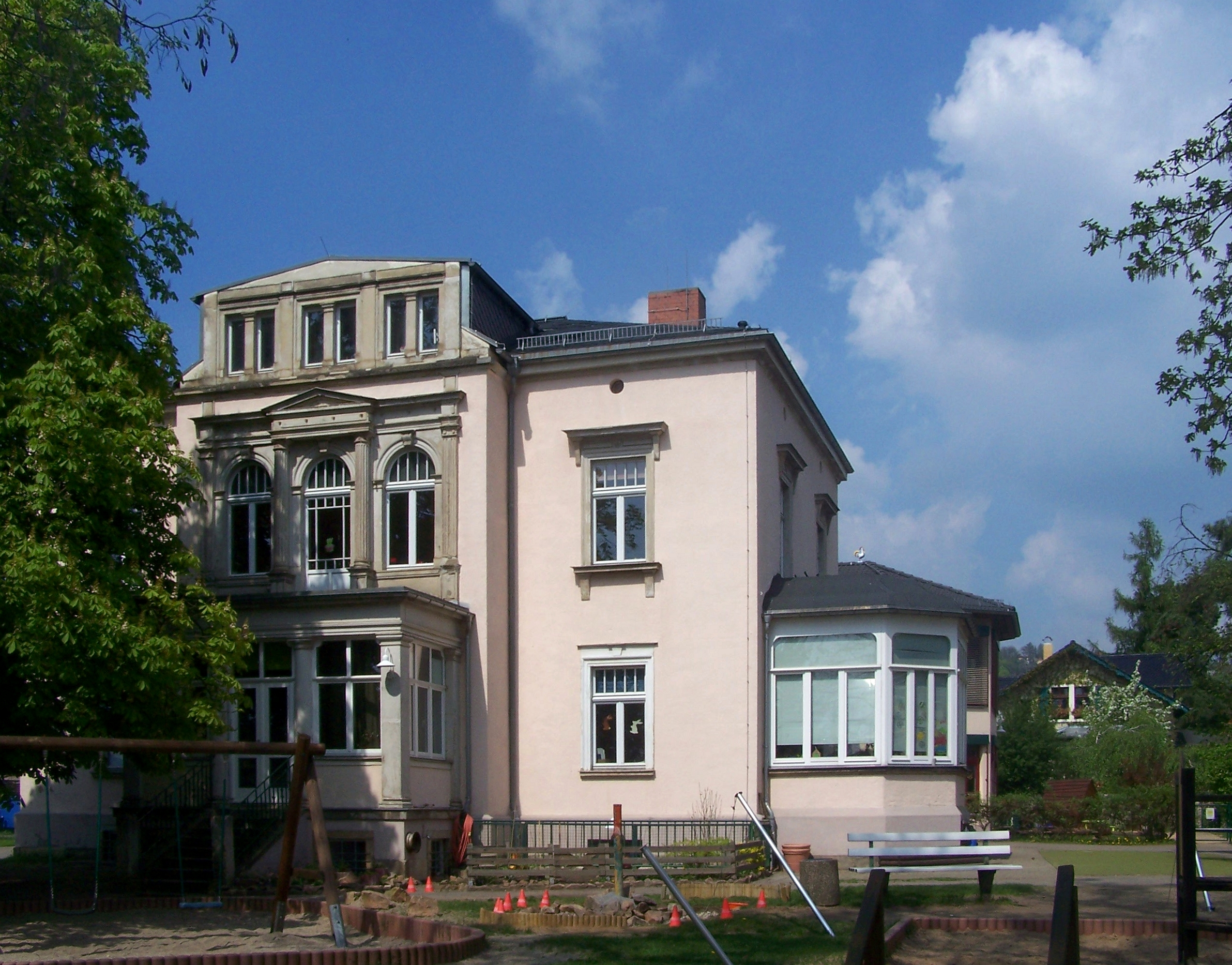
Villa Gohliser Straße 8: Schauseite mit dem Triumphbogenmotiv

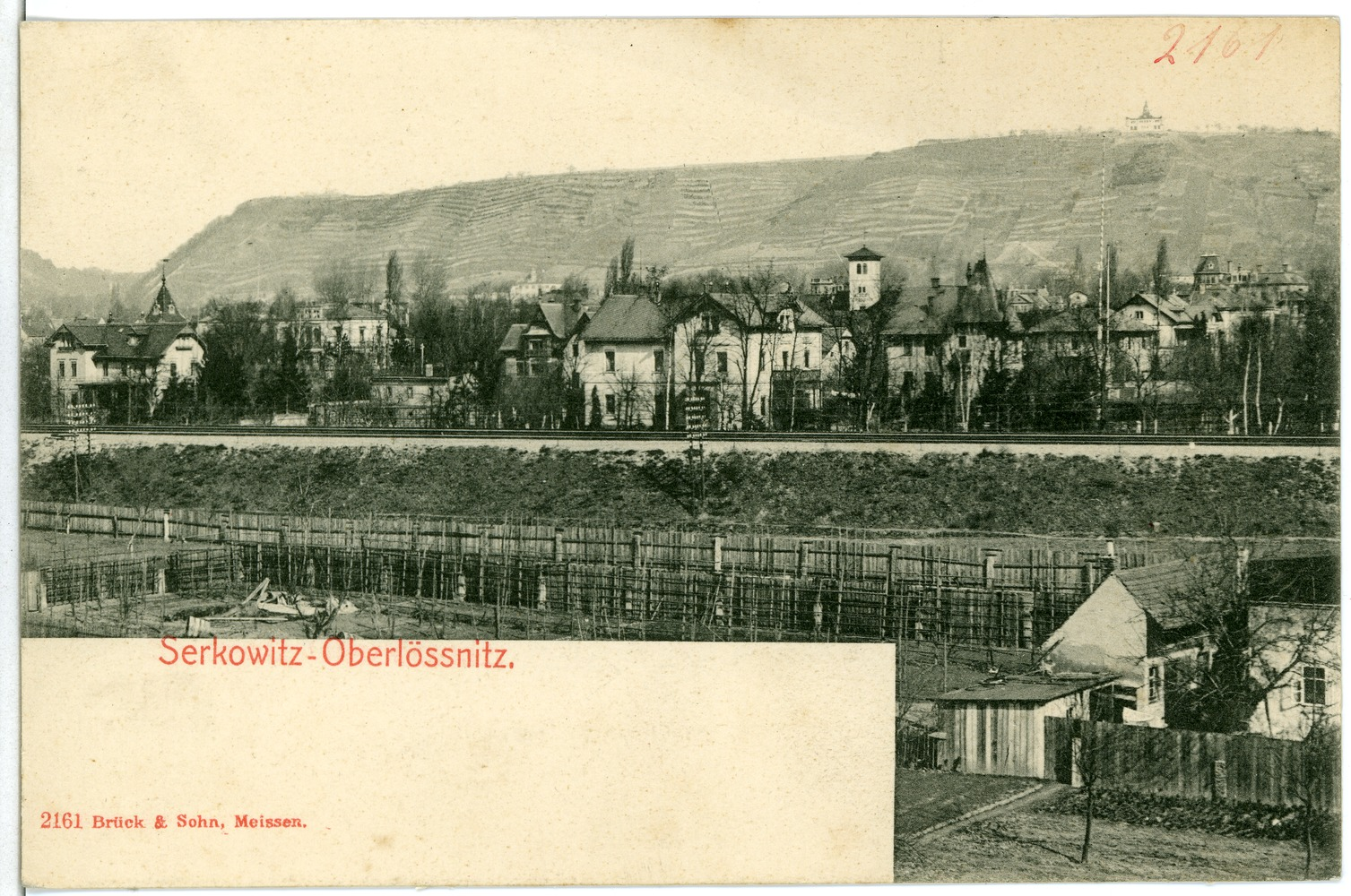
Gohliser Straße 8 (2. von links; 1901)

## Beschreibung
Die „stattliche zweigeschossige Villa“ liegt auf einem großen Eckgrundstück zur Pestalozzistraße, dessen Gartenanteil sich im Süden und Osten des Hauses befindet und sich damit zur Straßenecke orientiert. Auf der gegenüberliegenden Straßenseite der Pestalozzistraße verläuft die schmalspurige Lößnitzgrundbahn, was dem Kindergarten seinen Namen einbrachte. Das ehemalige Wohnhaus im Stil italienischer Neorenaissance ist ein Putzbau mit aufwendigen Sandsteineinfassungen um die meistenteils Rechteckfenster; diese werden von geraden Verdachungen und Sohlbänken begleitet. Die ehemalige Putzgliederung ist zwischenzeitlich beseitigt worden. Nach oben hin weist das fünf mal zwei Achsen große Gebäude einen Drempel auf, darüber liegt ein flaches Walmdach.
In der Südfassade steht ein überhöhter dreiachsiger Mittelrisalit mit einer massiven eingeschossigen Veranda und einer Freitreppe zum ehemals parkartigen Garten mit altem Baumbestand. Oberhalb der Veranda wird das Obergeschoss des Risalits durch ein „Triumphbogenmotiv mit Ädikula“ nebst Rundbogenfenstern verziert, in dem sich ursprünglich ein Austritt auf die Veranda befand. Dies Triumphbogenmotiv ist ein repräsentatives Beispiel für die Dresdner Semper-Nicolai-Schule der sächsischen Neorenaissance.
In der regelmäßig ausgebildeten Seitenansicht zur Gohliser Straße steht eine polygonale eingeschossige Veranda.

## Geschichte
Die Villa wurde um 1880 errichtet, die zur Gohliser Straße gerichtete Veranda wurde „vermutlich später hinzugefügt.“
Heute befindet sich dort die integrative Kindertagesstätte „Zur Bimmelbahn“ des Arbeiter-Samariter-Bunds, für die auf der Nordseite der umgenutzten Villa ein flacheres zweigeschossiges Aufenthaltsgebäude errichtet wurde, das durch einen Verbindungsbau mit der Villa verbunden ist.